# 莫納島
18°5′12″N 67°53′22″W / 18.08667°N 67.88944°W

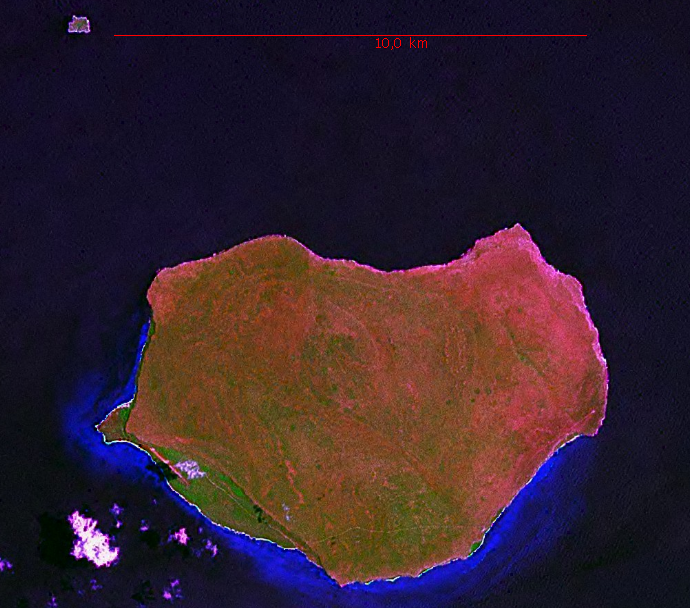

莫納島是波多黎各的島嶼，位於加勒比海，屬於大安地列斯群島的一部分，長11公里、寬7公里，面積56.783平方公里，最高點海拔高度95米，島上無人居住。

## 外部連結
- （英文） Isla de Mona, Puerto Rico Photos and Info （页面存档备份，存于）
- （英文） Article on Cuban refugees arriving on Mona Island
- （西班牙文） History of Mona Island